# Patrick Juvet
Patrick Juvet (ur. 21 sierpnia 1950 w Montreux w Szwajcarii, zm. 1 kwietnia 2021 w Barcelonie) – szwajcarski piosenkarz i kompozytor, były model. Początkowo jego twórczość koncentrowała się na utworach pop, w drugiej połowie lat 70. zdobył międzynarodowy sukces jako wykonawca muzyki disco, a największą popularność zyskał we Francji.

## Dyskografia

### albumy
- 1973: La Musica (wyd. Barclay)[5]
- 1973: Love (wyd. Barclay)[5]
- 1974: Chrysalide (wyd. Barclay)[5]
- 1974: Vous Raconte Son Rêve - Olympia 1973 (wyd. Barclay)[5]
- 1976: Mort Ou Vif (wyd. Barclay)[5]
- 1977: Paris by Night (wyd. Universal)[6]
- 1978: Patrick Juvet (wyd. Casablanca)[6]
- 1978: Got A Feeling - I Love America (wyd. Barclay)[5]
- 1979: Lady Night (wyd. Universal)[6]
- 1979: B.O. "Laura, Les Ombres De L'Été" (wyd. Barclay)[5]
- 1980: Still Alive (wyd. Barclay)[6]
- 1980: "Live" (wyd. Barclay)[5]
- 1982: Rêves Immoraux (wyd. Barclay)[5]
- 1991: Solitudes (wyd. Baxter Music)[5]

### single
- "Je vais me marier, Marie" (1973; Konkurs Piosenki Eurowizji 1973)
- "Toujours du cinema" (1973)
- "Rappelle-toi Minette" (1974)
- "Faut pas rêver" (1976)
- "Où sont les femmes?" (1977)
- "Megalomania" (1977)
- "Got a Feeling" (1978)
- "I Love America" (1978)
- "Lady Night" (1979)
- "Swiss Kiss" (1979)
- "Laura" (1979)